# Platythomisus jubbi
Platythomisus jubbi är en spindelart som beskrevs av Lawrence 1968. Platythomisus jubbi ingår i släktet Platythomisus och familjen krabbspindlar. Inga underarter finns listade i Catalogue of Life.